# L'Épine-aux-Bois
L'Épine-aux-Bois é uma comuna francesa na região administrativa de Altos da França, no departamento de Aisne. Estende-se por uma área de 12,37 km². Em 2010 a comuna tinha 269 habitantes (densidade: 21,7 hab./km²).